# سلاتینی
سلاتینی (به لاتین: Slatiny) یک منطقهٔ مسکونی در جمهوری چک است که در شهرستان ییچین واقع شده‌است.